# Кутузовська (платформа, Курський напрямок)
Кутузовська — зупинний пункт Курського напрямку Московської залізниці на залізничній лінії Москва — Харків — Крим. Розташований на південній околиці міста Подольськ Московської області. Складається з двох берегових платформ, сполучених між собою надземним пішохідним переходом. Павільйони на обох платформах відсутні, навіс від дощу є тільки на платформі, яка приймає електропоїзди у напрямку Москви.

## Пасажирське сполучення
Зупинний пункт відноситься до 6-ї тарифної зони. На платформі Кутузовська зупиняються приміські електропоїзди у Московському та Серпуховському напрямках.
У 2009 році, разом з відкриттям шляхопроводу над залізницею, було проведено заходи щодо забезпечення безпечного руху на дільниці. Зокрема, будівництво сучасного надземного переходу, обнесення залізним парканом колій на відстані ~ 350 м від платформ і введення повної заборони на перехід по коліях.

## Галерея

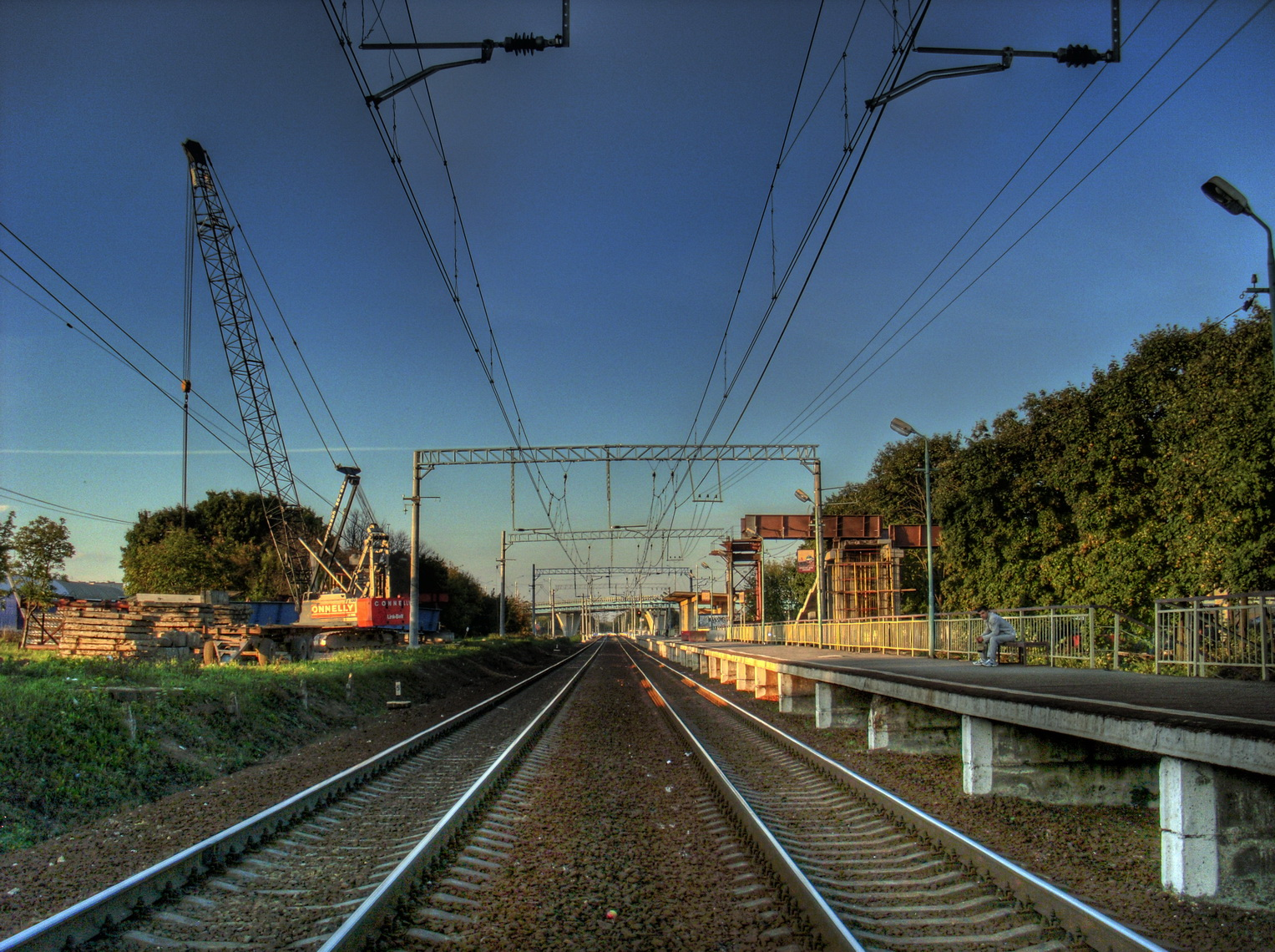
Будівництво шляхопроводу (2009)
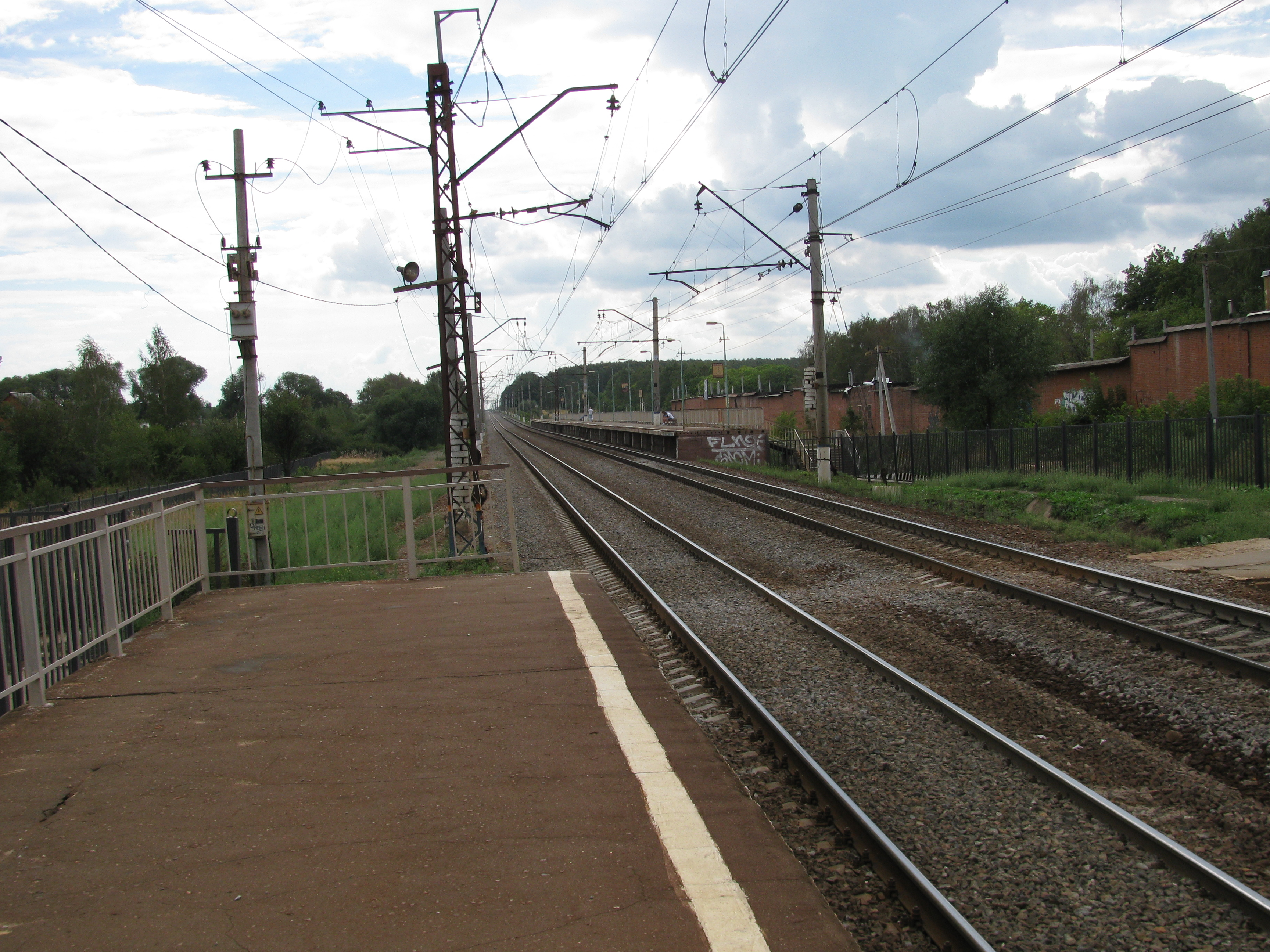
Платформа Кутузовська
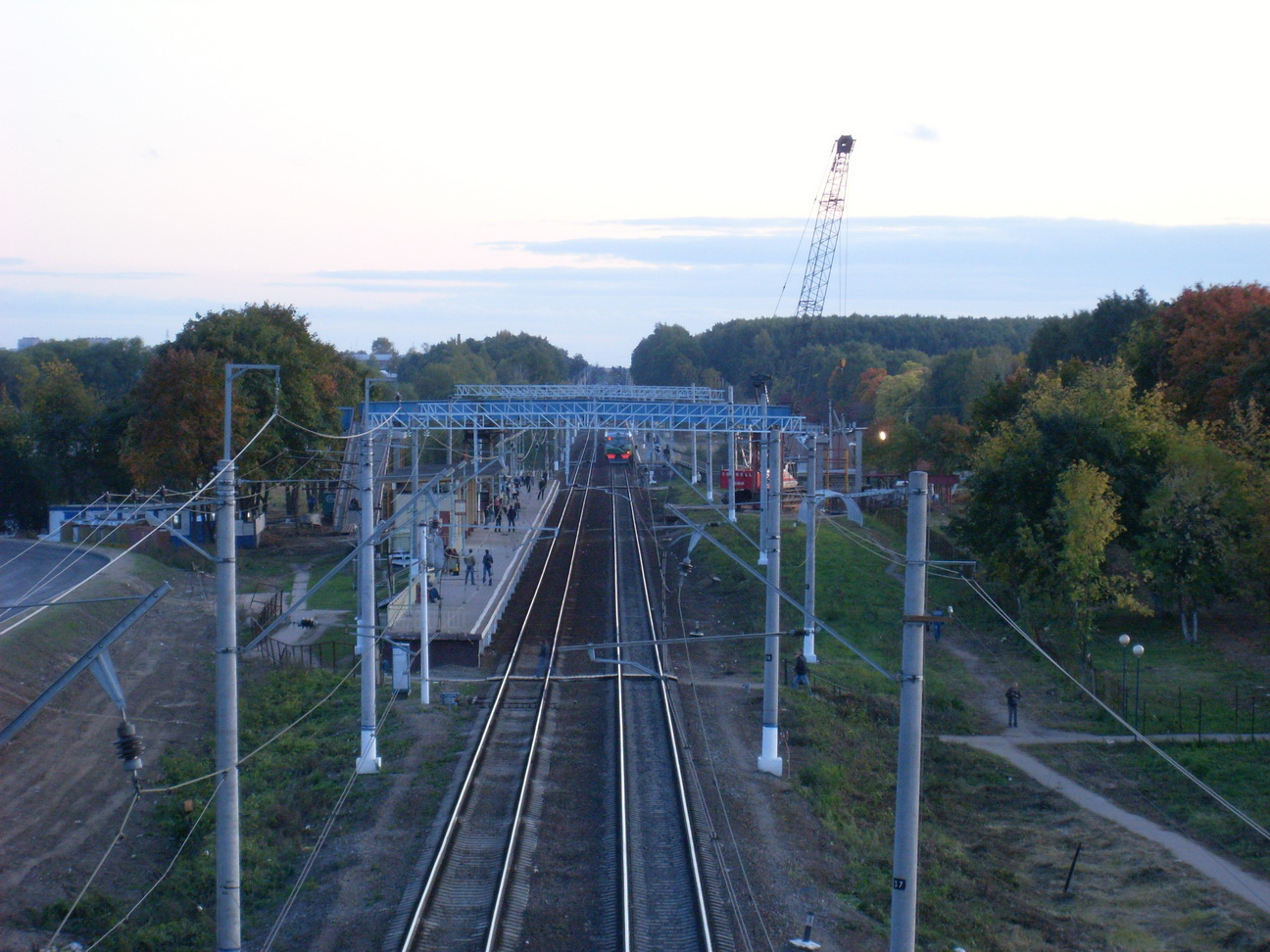
Вигляд з шляхопроводу
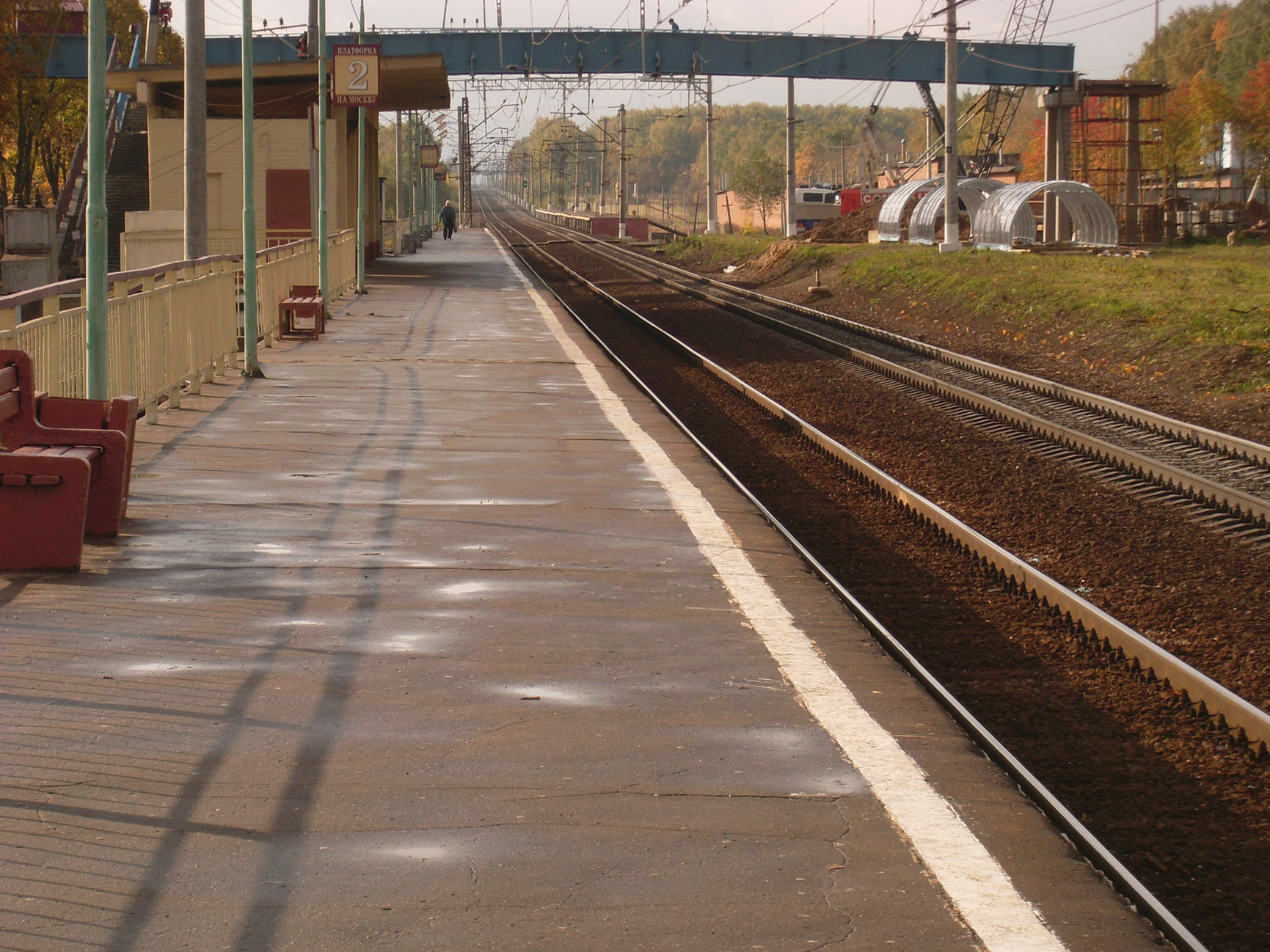
Вигляд у напрямку Тули